# Premier Soccer League
La Premier Soccer League (LFP) est une association qui assure, sous l'autorité de la Fédération sud-africaine de football, la gestion des activités du football professionnel en Afrique du Sud avec notamment l'organisation du championnat d'Afrique du Sud de football ainsi que du championnat d'Afrique du Sud de deuxième division et de la Nedbank Cup. 